# Бирош, Павол
Павол Бирош (словац. Pavol Biroš; 1 апреля 1953 — 12 августа 2020, Прешов, Словакия) — чехословацкий футболист, защитник. В составе сборной Чехословакии стал чемпионом Европы 1976 года.

## Карьера
Начал играть в пражской «Славии» в 1972 году. Лучшим его достижением в составе команды стали третьи места в сезонах 1973/74, 1975/76 и 1976/77. После «Славии» играл за «Локомотив» (Кошице) и «Татран». Всего в чехословацкой первой лиге провёл 212 матчей, забил 1 гол.
За сборную Чехословакии выступал с 1974 по 1977 год, сыграл 9 матчей. Не играл в отборочном и финальном турнирах победного ЧЕ-1976.